# 경복 (당)
경복(景福, 892년 1월 ~ 893년)은 당나라(唐) 소종(昭宗) 이엽(李曄)의 세번째 연호이다. 1년 11개월 동안 사용하였다.

## 개원
- 대순(大順) 3년 1월 21일[1](892년 2월 22일)에 연호를 경복(景福)으로 개원함.[2][3][4][5][6]

- 경복(景福) 3년 1월 1일[7](894년 2월 10일)에 연호를 건녕(乾寧)으로 개원함.[2][3][4][5]

## 연대 대조표
| 경복       | 원년       | 2년        |
| 서기(西紀) | 892년      | 893년      |
| 간지(干支) | 임자(壬子) | 계축(癸丑) |

## 동시대 연호

### 중국
남조(南詔)
- 차야(嵯耶) (889년 ~ 897년)

### 일본
- 간표(寬平) (889년 ~ 898년)

## 같이 보기
- 다른 왕조의 같은 연호
  - 요(遼, 거란) 경복(景福, 1031년 ~ 1032년)

- 중국의 연호 목록